# 104 Kompania Syndykalistów

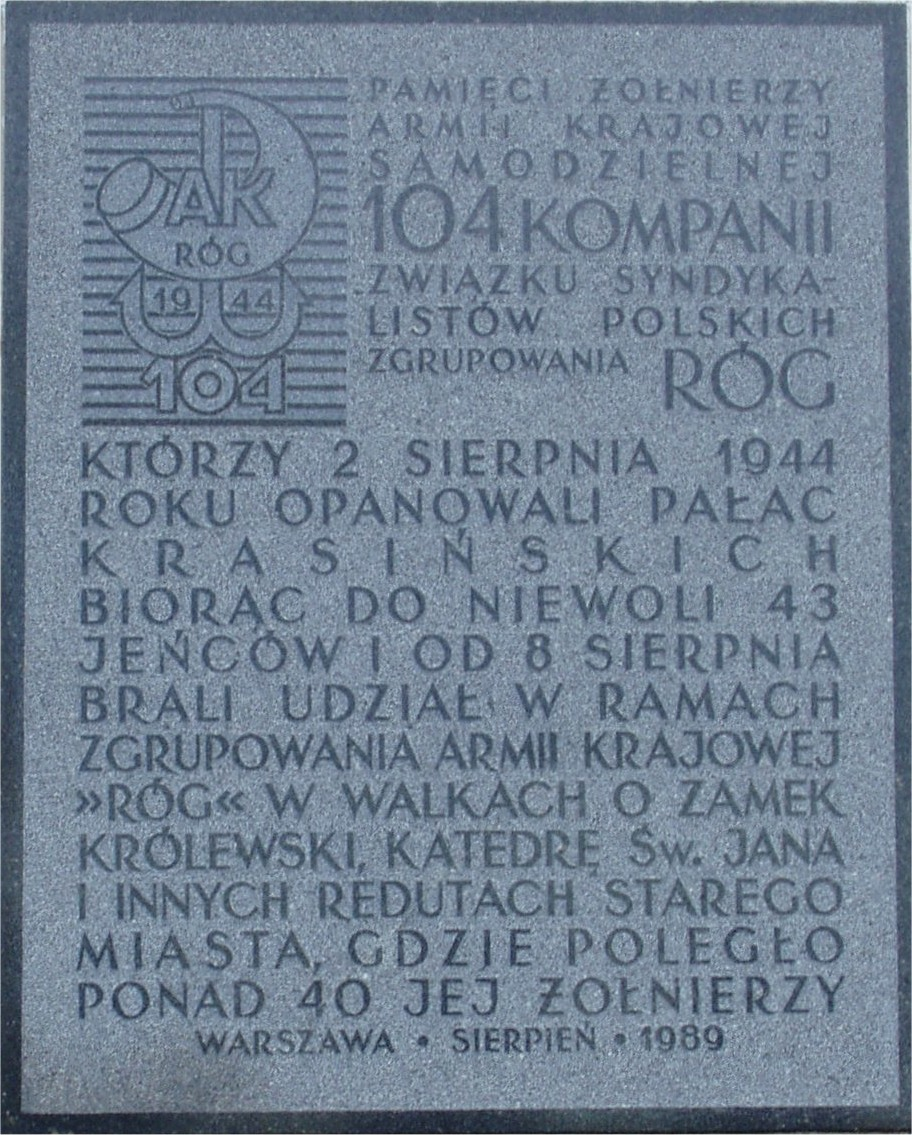
Tablica poświęcona 104 Kompanii Syndykalistów na ścianie Pałacu Krasińskich

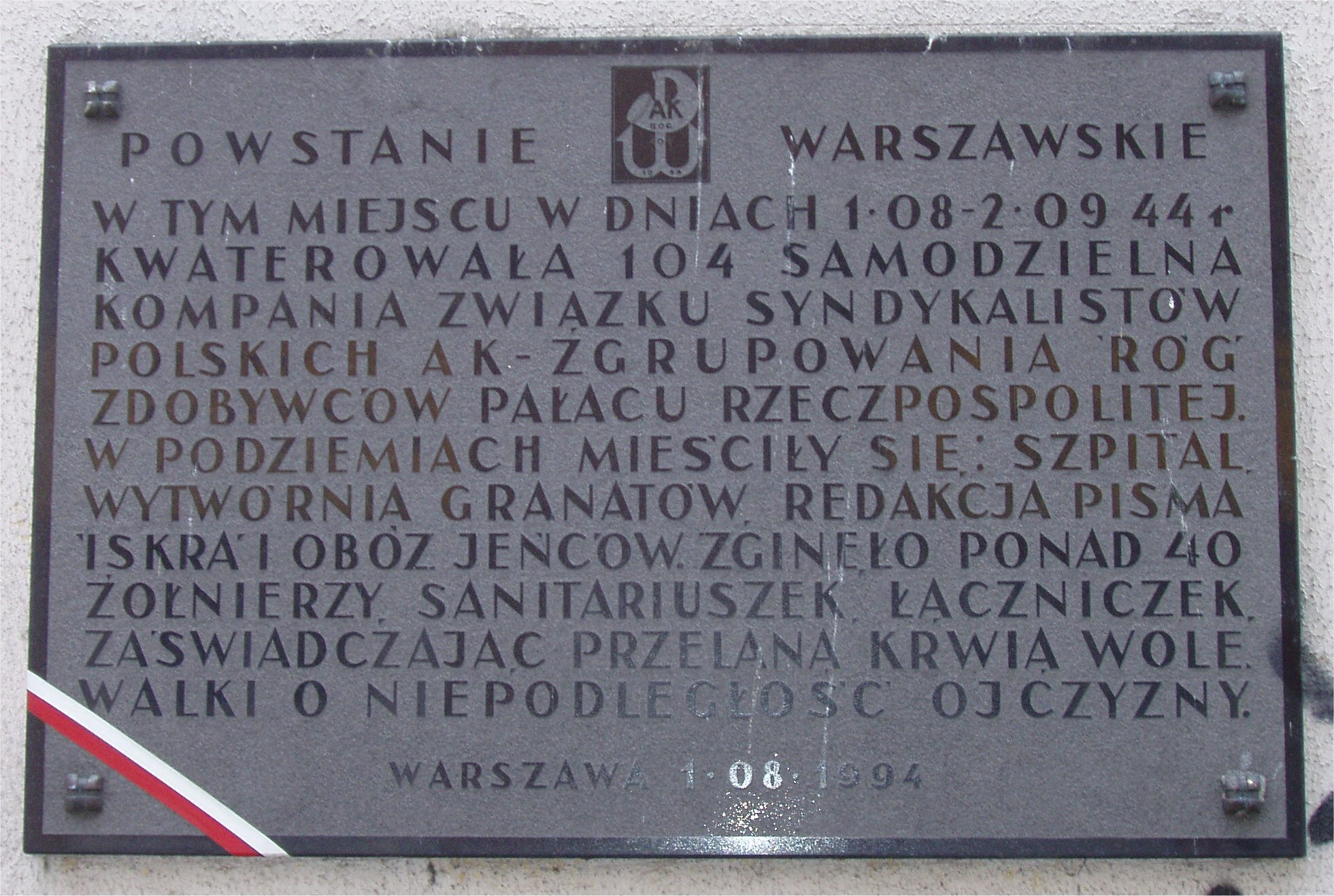
Tablica na Starym Mieście

104 Kompania Związku Syndykalistów Polskich – oddział bojowy Rejonu I Obwodu Śródmieście AK wywodzący się ze Związku Syndykalistów Polskich uczestniczący w powstaniu warszawskim.

## Geneza oddziału
104 kompania została sformowana w ramach Armii Krajowej w 1943, na bazie oddziału bojowego Związku Syndykalistów Polskich. Początkowo oddział funkcjonował jako pluton 1028 Rejonu I Obwodu śródmieście AK.
Po przeformowaniu w kompanię, weszła ona w skład I Zgrupowania I Rejonu. Przed powstaniem została wyodrębniona ze zgrupowania i stanowiła odwód komendanta I Rejonu w składzie:
- dowódca – ppor. rez. Kazimierz Puczyński „Wroński”;
- zastępca – ppor. rez. Witold Potz „Koperski”;
- szef – Stefan Zakrzewski „Zagórski”;
- Pluton 1128 – ppor. Roman Kozłowski „Szczerba”;
- Pluton 1129 – NN
- Pluton 1130 – NN „Jordan”[2].

30 lipca kompania otrzymała z dowództwa Rejonu 12 granatów Sidolówek. Kwatera kompanii znajdowała się w fabryce firanek Szlenkiera przy ul. Świętojerskiej 10. W dniu 1 sierpnia przed godz. 17.00, dotarło tam sześćdziesięciu żołnierzy, w tym piętnaście kobiet. Uzbrojenie stanowiły: 5 pistoletów, 200 sztuk amunicji, dwa rewolwery i 12 granatów.

## Udział w powstaniu
Pierwszy atak na szkołę przy ul. Barokowej nie udał się. W nocy z 1 na 2 sierpnia wskutek napływu ochotników kompania została przeformowana. Podporządkowano ją Zgrupowaniu „Róg” w ramach Grupy „Północ” pod dowództwem płk. Karola Ziemskiego „Wachnowski”. 
Początkowo 104. kompania ZSP liczyła ok. 50 ludzi, ale w miarę walk dołączali do niej nowi żołnierze, głównie ochotnicy, w wyniku czego już 3 sierpnia doszła do stanu ok. 360 osób. Uzbrojenie na początku walk wynosiło jedynie 5 pistoletów i 10-12 granatów własnej produkcji, ale szybko poprawiło się, zwłaszcza po zdobyciu 2 sierpnia Pałacu Krasińskich i w wyniku dalszych zdobyczy na Niemcach. Dowództwo kompanii stworzyło dla niej zaplecze aprowizacyjne w postaci kuchni polowej, w której wypiekano także chleb, i magazynów żywności, a także szpitala polowego (na jego czele stał strz. z cenzusem dr med. Adam Krakowski ps. „dr Adam” (od 16 sierpnia ppor., 26 sierpnia odznaczony Krzyżem Walecznych). Dożywiano również ludność cywilną.
1 sierpnia 104. kompania ZSP brała udział w dwóch nieudanych atakach na budynek szkoły przy ul. Barokowej 6, w którym mieścił się niemiecki szpital. W nocy większość Niemców ewakuowała się i następnego dnia szkoła została zdobyta (ok. 50 jeńców oraz sporo broni i amunicji). Kompania uczestniczyła też w ataku i zdobyciu pałacu Krasińskich (43 jeńców oraz duże ilości broni i amunicji), walkach o Polską Wytwórnię Papierów Wartościowych oraz obsadziła zakłady Fiata przy ul. Sapieżyńskiej 6. Po tych walkach kompania stała się najlepiej uzbrojonym oddziałem powstańczym na Starym Mieście(do 9 sierpnia kiedy to przybyło Zgrupowanie "Radosław"). 3 sierpnia kompania syndykalistów zdobyła szkołę przy ul. Rybaki 32 oraz wespół z oddziałem „Barry'ego” i grupą ochotników – pałac Blanka. W następnych dniach brała udział w walkach o teren Zamku Królewskiego i pl. Zamkowego. Następnie – w związku z naporem wojsk niemieckich – toczyła walki obronne na wylotach ulic: Kanonia, Brzozowa, Świętojańska, Świętojerska i Piwna oraz o katedrę św. Jana i klasztor O.O. Jezuitów. W II połowie sierpnia jej redutą stał się tzw. Dom Profesorów przy ul. Brzozowej 12, który utrzymała do końca walk na Starym Mieście. Podczas tych walk 104. kompania ZSP występowała pod czerwono-czarnymi barwami syndykalistów, co spowodowało konflikt z żandarmerią AK, żądającą zaprzestania ich noszenia i zmiany nazwy oddziału na 104. kompanię AK. 
Straty w zabitych i rannych wyniosły ok. 50% ogółu stanu osobowego.
1 września nad ranem przy powrocie z odprawy od mjr „Roga”, gdzie omawiano kolejność ewakuacji, kompania została pozbawiona swojego dowódcy i jego zastępcy, którzy, wracając z kwatery, zostali zasypani w jednym z domów na ul. Długiej i tam przetrwali do późnej jesieni, kiedy udało im się wydostać z miasta.  
Tego dnia nad ranem do Śródmieścia przeszła cześć kompanii (część rannych) w dwóch grupach z por. „Makowskim” i por. dr „Adamem”. Prawdopodobnie było to ok. 50 osób. Tego samego dnia w nocy podobno przeszła kolejna grupa plut. pchor. „Małego”.     
2 września nad ranem do Śródmieścia jako jedna z ostatnich grup przeszedł II i część III plutonu 104. kompanii w sile zaledwie 38 osób, z czego 4 sanitariuszki, pod dowództwem sierż. „Rysia” i pchor. „Nałęcza”.

### Śródmieście
W Śródmieściu 104. kompania została wcielona do Batalionu „Bończa”, a dowództwo jej objął ppor. Witold Wasilewski „Makowski”. Kompania została skierowana do Grupy „Powiśle”. Brała udział w walkach na Powiślu, w wyniku których do 6 września została rozbita i zdziesiątkowana. Według jednej z wersji resztkami oddziału dowodził pchor. „Nałęcz”, według innej pchor „Mały”. Po upadku Powiśla por. „Makowski” poszukując kontaktu z ZSP stracił kontakt z kompanią przechodząc do Brygady Syndykalistycznej w Śródmieściu. W jej skład weszła też część żołnierzy związana z syndykalistami.  
II pluton szturmowy w sile 26 ludzi pod dowództwem kpr. pchor. S. Komornickiego „Nałęcza” przedostał się na Czerniaków, gdzie – w ramach Batalionu „Tum” Zgrupowania „Kryska” – uczestniczył w jego obronie m.in. na ulicach: Mączna, Solec, Idźkowskiego i Wilanowska, aż do całkowitego zajęcia dzielnicy przez Niemców. 15 września 3 ludzi z tego plutonu przeprawiło się na prawy brzeg Wisły, powracając następnego dnia w roli przewodników desantujących się oddziałów 1 Armii WP, tzw. „berlingowców”. 22 września ostatnich 10 żołnierzy plutonu przepłynęło na drugą stronę Wisły, gdzie zostali wcieleni do 1 Armii WP.  
Powstańcza wytwórnia granatów znajdowała się przy ulicy Kruczej i opierała się na materiałach wybuchowych z niewypałów odzyskiwanych przez „Winiaka” i „Kanara”. Wytwórnia wykorzystywała pracę jednego lub więcej niemieckich jeńców wojennych. Wytwórnia zaopatrywała później także komórkę PAL, kontakt przez mecenasa Wincentego Wierzbickiego.

### Prasa
Przy kompanii działała grupa prasowo-informacyjna złożona głównie z członków Związku Syndykalistów Polskich, na czele której stał jeden z przywódców ZSP Stefan Szwedowski „Wojciech”. Wydawała ona dwa pisma powstańcze: „Iskra” (ukazywała się czasem 2 razy dziennie) i „Syndykalista”, korzystając z własnego nasłuchu radiowego i podsłuchu telefonicznego.
W czasie powstania dowództwo kompanii postanowiło o przeniesieniu dotychczasowej drukarni do nowej siedziby przy ul. Świętojerskiej 10. Tam powstała redakcja gazety „Iskra”, która miała stanowić biuletyn informacyjny dla powstańców. Wychodziła dwa – a niekiedy nawet trzy – razy dziennie. Poranne wydanie zawierało przeważnie informacje z nocnych nasłuchów radiowych oraz krótką analizę sytuacji na Starym Mieście z poprzedniego dnia. Popołudniowe wydanie zwierało informacje poranne, ciekawostki ze świata, a także dział poszukiwań rodzin. Wieczorne wydanie natomiast zawierało sprawozdanie z walk na Starym Mieście z dnia bieżącego, najnowsze informacje z nasłuchów radiowych, a także artykułami problemowymi.
Redaktorem naczelnym „Iskry” został Jerzy Szyndler, a w skład redakcji weszli m.in.: Stefan Kozakiewicz, Stanisław Korab-Kamiński, Jerzy Złotowski, Eugeniusz Poślada czy Janina Rosnowska.

## Ordre de Bataille (1 sierpnia - 2 września)
- Dowódca 104 kompanii - por. Kazimierz Puczyński „Wroński”;
- Zastępca do spraw bojowych – ppor. Witold Potz „Koperski”,
- Szef kompanii – Stefan Zakrzewski „Nałęcz II”.

Kompania składała się z trzech plutonów szturmowych, plutonu odwodowego, plutonu żandarmerii, sanitarnego, pirotechniki i grupy łączniczek oraz zespołu aprowizacyjnego. Ich obsada osobowa była następująca:
- I pluton szturmowy – dowódca: ppor. Ignacy Choynowski „Rogoża” (zginął 3 sierpnia), pchor. Karol Choynowski „Karol” (ciężko ranny 11 sierpnia), plut. pchor. NN „Nord” (zginął ok. 20 sierpnia), plut. pchor. Stanisław Marczyński „Mały”;
- II pluton szturmowy – dowódca: ppor. Feliks Murawa „Smaga” (ciężko chory od ok. 20 sierpnia), kpr. pchor. Mieczysław Teisseyre „Teść” (ciężko ranny 27 sierpnia), kpr. pchor. Stanisław Komornicki „Nałęcz”;
- III pluton szturmowy – dowódca: sierż. pchor./ppor. cz.woj. Józef Dołęgowski „Leśniewski” (sierż. pchor. (od 13 sierpnia ppor.), zginął 28 sierpnia), st. sierż. Wacław Borowski „Ryś”;
- IV pluton odwodowy – dowódca: ppor. ppor. Zeltenrejch „Jerzy” (ranny 14 sierpnia);  ppor. Witold Wasilewski „Makowski”;
- V pluton (żandarmeria) – dowódca: sierż. Szulc „Dziadek” (zamordowany 2 września w szpitalu na ul Długiej 7);
- VI pluton (pirotechnika) – szef grupy: ppor. Jerzy Konopczyński „Wiktor”; zastępca (produkcja granatów) – sierż. Hipolit Iwanik „Winiak”;
- Wojskowa Służba Kobiet (łączniczki) – st. sierż. Maria Oneker „Ryszarda” (zginęła 22 sierpnia), Zofia Garnysz-Strzemieczna „Kopczyńska Karola”.
- I Pluton sanitarny - dowódca szpitala ppor. cz. w. dr Adam Krakowski „Adam”[14].

## Upamiętnienie
104 kompania upamiętniona jest na tablicach pamiątkowych umieszczonych na:
- ul. Brzozowej 12 (tzw. Dom Profesorów)[15];
- Budynku pałacu Krasińskich na placu Krasińskich 3/5[16].
- ul. Świętojerskiej 4/10[17].
- ul. Świętojańskiej 8 na frontonie katedry św. Jana poświęcona Zgrupowaniu „Róg”, w tym 104 kompanii[18].